# Helen Meany
Helen Meany, później Balfe i Gravis (ur. 15 grudnia 1904 w Nowym Jorku, zm. 21 lipca 1991 w Greenwich) – amerykańska skoczkini do wody, mistrzyni olimpijska z 1928.

## Kariera sportowa
Trzykrotnie brała udział w igrzyskach olimpijskich. W 1920 w Antwerpii odpadła w eliminacjach skoków z wieży, a w 1924 w Paryżu zajęła w tej konkurencji 5. miejsce.
Zdobyła złoty medal w skokach z trampoliny na igrzyskach olimpijskich w 1928 w Amsterdamie, wyprzedzając swoje koleżanki z reprezentacji Stanów Zjednoczonych Dorothy Poynton i Georgię Coleman.
Zdobyła 17 tytułów mistrzyni Stanów Zjednoczonych w skokach do wody, w tym w skokach z wieży w latach 1920–1928.
Utraciła status amatorki w 1928 po udziale w pokazie, w którym brali udział również Martha Norelius, Pete Desjardins i Johnny Weissmuller.
W 1971 została przyjęta do International Swimming Hall of Fame.